# Kirchenkreis Leine-Solling
Der Evangelisch-lutherische Kirchenkreis Leine-Solling ist einer der 48 Kirchenkreise der Evangelisch-lutherischen Landeskirche Hannovers und gehört zum Sprengel Hildesheim-Göttingen.

## Geographische Lage
Der Kirchenkreis liegt in Südniedersachsen und deckt einen großen Teil der Fläche des Landkreises Northeim ab. Der Raum gehört zum nördlichen Teil des Leinegrabens und zum Solling.
Der Evangelisch-lutherische Kirchenkreis Leine-Solling grenzt im Nordwesten an den Kirchenkreis Holzminden-Bodenwerder, im Nordosten an die Propstei Gandersheim-Seesen, im Südosten an den Kirchenkreis Harzer Land, im Süden an den Kirchenkreis Göttingen und im Westen an den Kirchenkreis Paderborn der Evangelischen Kirche von Westfalen.

## Kirchengemeinden
Zum Kirchenkreis gehören fast alle Kirchengemeinden auf dem Gebiet der politischen Gemeinden und Städte Bodenfelde, Dassel, Einbeck, Hardegsen, Katlenburg-Lindau, Moringen, Northeim und Uslar sowie einzelne aus den Dörfern des Fleckens Nörten-Hardenberg.

## Geschichte
Seit der Christianisierung lag das Gebiet des heutigen Kirchenkreises im Archidiakonat Nörten. Durch die Lage im Fürstentum Calenberg kam es hier im 16. Jahrhundert zur Reformation. Bereits im 16. Jahrhundert entstanden Inspektionen (geistliche Aufsichtsbezirke) in Einbeck,  Hohnstedt, sowie Hardegsen und Uslar.
Die Gemeinden der anderen Dörfer Nörten-Hardenbergs waren früher an Marienstein angegliedert und gehören heute zum Kirchenkreis Göttingen. Aus Bad Gandersheim und der früheren Gemeinde Kreiensen gehören keine Gemeinden zum Kirchenkreis Leine-Solling, da sie früher im Herzogtum Braunschweig lagen. Kalefeld war bis 2013 dem Kirchenkreis Osterode (inzwischen im Kirchenkreis Harzer Land aufgegangen) zugeordnet, da es früher im Amt Westerhof östlich des Archidiakonates Einbeck lag.
Nach dem Zweiten Weltkrieg bestanden die Kirchenkreise Einbeck, Northeim und Uslar. Diese wurden im Jahr 2001 im Rahmen der Kirchenkreisreform zu dem heutigen Kirchenkreis zusammengelegt.

## Einrichtungen

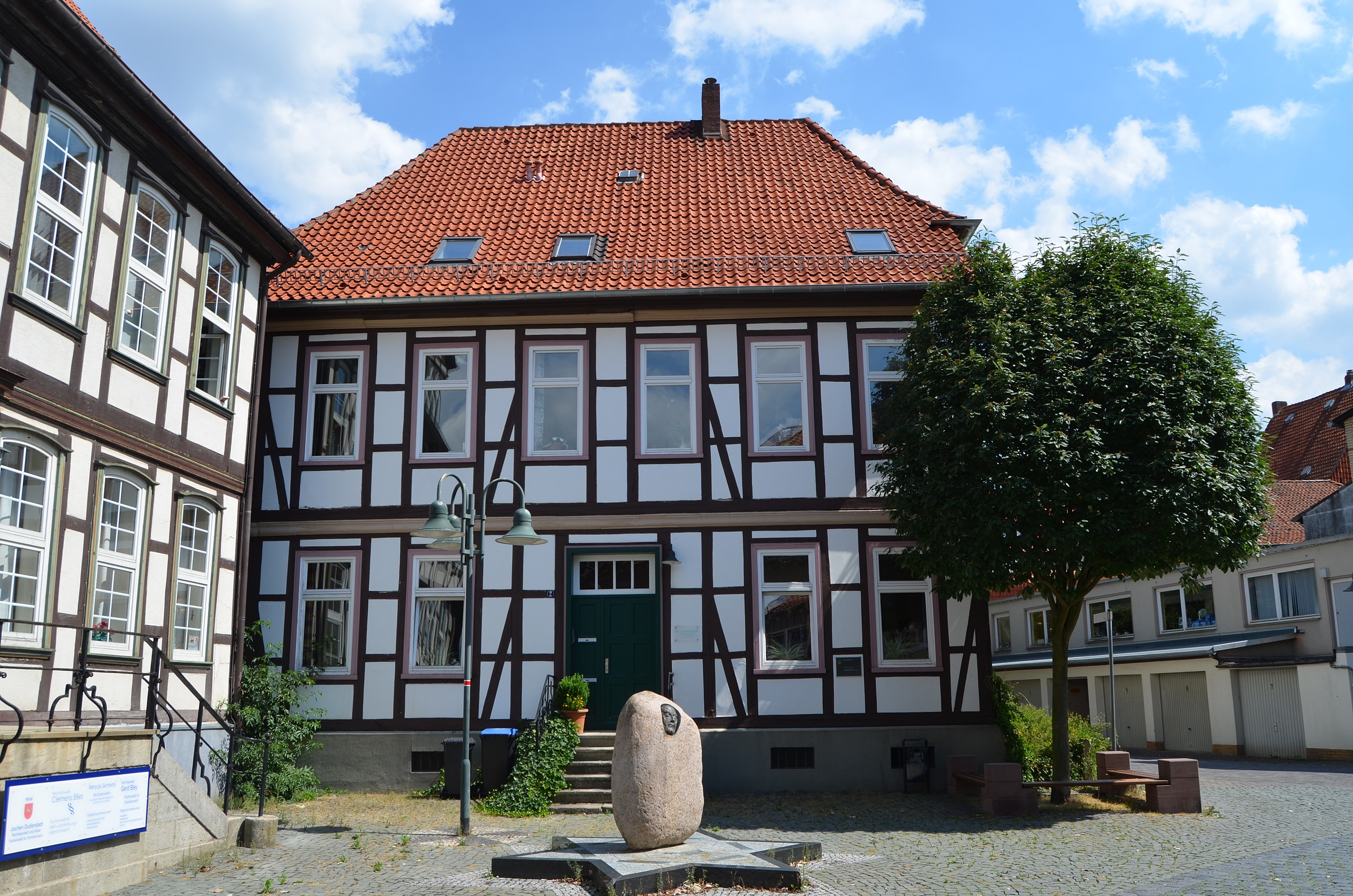
Superintendentur

- Die Superintendentur hat ihren Sitz in Northeim. Superintendenten sind seit 2015 das Ehepaar Jan und Stephanie von Lingen (Stand 2021).
- Gremien sind neben mehreren Ausschüssen der Kirchenkreistag als Synode des Kirchenkreises und der geschäftsführende Kirchenkreisvorstand
- Das Kirchenkreisamt ist die Verwaltung des Kirchenkreises und hat seinen Sitz in Northeim.
- Kindertagesstätten: dazu gehören 19 Kindergärten
- Stiftungen